# Governatorato di Mascate
Il governatorato di Mascate (Wilāyat Masqaṭ) è un governatorato dell'Oman.
Il governatorato di Mascate è situato nel nord dell'Oman e viene bagnato dal Golfo di Oman nell'Oceano Indiano. Confina a est con la regione di al-Batina e a sud con la Regione di al-Dakhiliyya e al-Sharqiyya. La città più importante e popolata è Mascate, che è anche capitale dello Stato. La religione principale sia del governatorato che dell'Oman, è l'Islam (la maggior parte dei musulmani è Ibadita).

## Città
- Mascate
- Bandar Khayran, città costiera del governatorato.
- Rusayl, città dove ha sede l'azienda di profumeria di lusso Amouage.
- Seeb